# Борисовка (Борисовский район)
Бори́совка — город, административный центр Борисовского района Белгородской области России.
Образует одноимённое муниципальное образование посёлок Борисовка со статусом городского поселения как единственный населённый пункт в его составе.
Население — 12 553 чел. (2021).
Посёлок входил в Перечень исторических городов России 2002 года.

## География
Расположен на реке Ворскле (притоке Днепра), в 7 км к востоку от железнодорожной станции Новоборисовка (на линии Льгов — Харьков).
В окрестностях Борисовки широко распространены естественные ландшафты. На северной окраине посёлка расположены два крупных лесных массива — Лес на Ворскле (участок заповедника Белогорье, примыкает к улицам Ковалёвка, Рудого, Совхозная) и Мелкий Лес (примыкает к улицам Октябрьская и Лесная). В черте посёлка Борисовка расположено низинное тростниково-осоковое болото площадью 48 га. Также через посёлок проходит пойма реки Ворсклы.

## История
Слобода Борисовка известна с 1695 года, входила в состав Хотмыжского уезда. В слободке расположен дом, в котором жил Петр I во время войны со шведами.
Служилые люди Петр Борисов и братья Курбатовы – Нестор, Матвей, именно они являлись первыми владельцами земель под современной территорией Борисовского района. 
В 1664 году ими было подано прошение царю Алексею Михайловичу о выделение им земли для сенных покосов и пастбищ на берегу реки Ворскла. С того времени здесь стали образовываться поселения.  
В 1693 году Петр Борисов умер, владения вместе с землями Курбатовых выкупил помещик Михаил Кобелев. В 1695 году на берегу реки 
Ворсклы он построил слободу Борисовку. В 1705 году помещик уступил свои земли в счет уплаты долга, в том числе и слободу Борисовку, графу Борису Шереметеву.
Он был причастен к тяжкому преступлению, на тот момент, укрывал беглых крепостных Шереметьева в своем поместье. В Борисовке уже имелись завод, четыре церкви, деревянный господский дом и фруктовый сад. 
Название поселка принято связывать именно с именем графа, однако в своих работах краевед Игорь Охрименко, выдвинул несколько иную версию: "граф получил слободу уже с таким названием. Первыми владельцами земель, на которых расположился современный 
Борисовский район, были служилые люди, братья Курбатовы и Петр Борисов. У них земли купил командир Белгородского жилецкого полка Михаил Кобелев. Он же и построил большую слободу Борисовку, которая вскоре отошла во владения графа".
В 1705 году она становится вотчиной графа Б. П. Шереметева.  
Борис Шереметьев с 1686 года руководил войсками Белгородской линии. Граф построил женский Тихвинско-Борисовский монастырь в полутора верстах от слободы, церкви, первую школу, появились театр, оркестр, певческая капелла.
Расположенное на территории района село Хотмыжск изначально было городом, центром Хотмыжского уезда, Харьковского наместничества (губернии), а в 1802-1838 годах - Курской губернии. Центр уезда был перенесен в преобразованный из слободы город Грайворон в 1838 год
В период подготовки Полтавской битвы Хотмыжск наряду с Белгородом был тыловой базой русских войск.
После отмены крепостного права Борисовка стала центром волости. По данным переписи 1877 года, в слободе Борисовка насчитывалось 17 502 жителя А к 1890 - 25080 человек. В начале XX века Борисовка являлась крупным центром кожевенного, гончарного, иконного, ткацкого, мебельного и других кустарных промыслов. В слободе существовал памятник императору Александру II в полный рост.
После Октябрьской революции 1917 года слобода Борисовка была преобразована в село Борисовка, которое находилось в составе Грайворонского уезда Курской губернии. 
В 1928 году с началом коллективизации, был образован Борисовский район, в состав которого был включен, получивший статус села, город Хотмыжск.
В состав новообразованной Белгородской области Борисовский район Курской области был включен 6 января 1954 года.
Статус посёлка городского типа с 22 июня 1959 года.
20 декабря 2004 года в соответствии с Законом Белгородской области № 159 образовано муниципальное образование «Посёлок Борисовка» со статусом городского поселения.

## Население
Согласно переписи 1939 года население села Борисовка (районного центра Борисовского района в то время ещё Курской области) составляло 8965 жителей.
| 1959    | 1970    | 1979    | 1989    | 2002    | 2009    | 2010    | 2012    | 2013    |
| ------- | ------- | ------- | ------- | ------- | ------- | ------- | ------- | ------- |
| 10 386  | ↗11 839 | ↗12 411 | ↗13 002 | ↗13 083 | ↗14 162 | ↘13 896 | ↘13 766 | ↘13 687 |
| 2014    | 2015    | 2016    | 2017    | 2018    | 2019    | 2020    | 2021    |         |
| ↘13 594 | ↗13 661 | ↗13 743 | ↘13 727 | ↘13 612 | ↘13 497 | ↘13 399 | ↘12 553 |         |

Национальный состав
По данным переписи населения 1939 года: русские — 50,21 % или 4501 чел., украинцы — 49,22 % или 4413 чел. (при этом в остальной части Борисовского района соотношение основных национальностей было несколько иное: русские — 62,27 %, украинцы — 37,34 %).

По данным переписи населения 2010 года национальный состав Борисовки стал однородным: среди указавших при переписи свою национальность русские составляли 95,0 %, украинцы — 2,9 % (в остальной части района были аналогичные показатели).

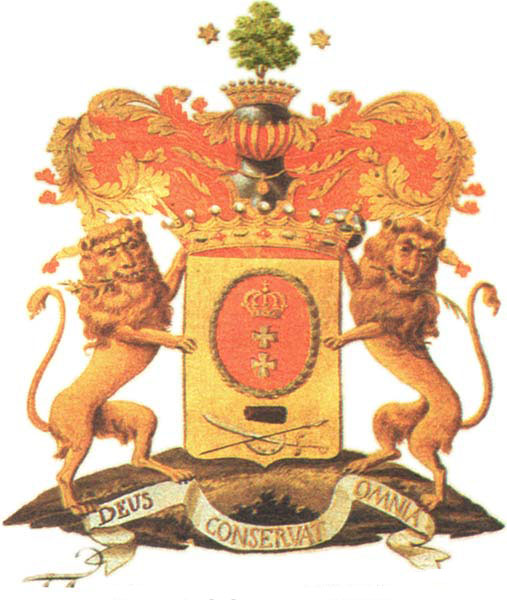
Герб Шереметьевых

По итогам переписи населения 2020 года проживали следующие национальности (национальности менее 0,1 % и другое, см. в сноске к строке «Другие»):
| Национальность | Численность, чел. | Доля     |
| -------------- | ----------------- | -------- |
| Русские        | 10 886            | 86,72 %  |
| Украинцы       | 125               | 1,00 %   |
| Армяне         | 42                | 0,33 %   |
| Татары         | 19                | 0,15 %   |
| Узбеки         | 16                | 0,13 %   |
| Другие         | 1465              | 11,67 %  |
| Итого          | 12 553            | 100,00 % |

## Музеи
- Краеведческий музей.
- Музей керамической фабрики.
- Музей природы заповедника «Лес на Ворскле» (ныне участок заповедника «Белогорье»).
- Дом художника

## Экономика
- Фабрика художественной керамики.
- Мебельная фабрика (ныне жилой многоквартирный дом, с 2008 года).
- Завод мостовых металлоконструкций (БЗММК).
- Типография (ныне краеведческий музей).
- Консервный завод.

## Религия
- Церковь Михаила Архангела постройки первой половины XIX века. Строительство каменного храма, заложенного в 1804 году, завершилось в 1811 году, а трапезная часть и колокольня были пристроены к нему позднее. В 1872 году на колокольне были установлены часы с курантами, изготовленные местным мастером-умельцем. В 1894 году на колокольне к 106-пудовому колоколу, отлитому в 1848 году, добавился 306-пудовый колокол. В 1911 году деревянный иконостас был заменён мраморным, который является особой гордостью храма. Редкой красоты иконостас, в архитектуре которого использованы русско-византийские приёмы и формы, является уникальным и единственным по своему исполнению в Белгородской митрополии. Он выполнен из мрамора двух цветов — белого с голубыми прожилками и красно-коричневого, и с большим мастерством украшен мелким кружевом искуснейшей резьбы[26][27].
- Богородице-Тихвинский монастырь — женский монастырь Русской православной церкви

## Достопримечательности
- Археологический памятник VI—IV веков до н. э. — скифское Борисовское городище, открытое в 1949 году археологом И. И. Ляпушкиным[28].

- В соседнем селе Хотмыжск, расположенном примерно в 5 километрах,  раз в 2 года проводится международный фестиваль славянской культуры «Хотмыжская осень».

## Памятники природы
В Борисовке находится дирекция заповедного участка «Лес на Ворскле» (с 1999 входит в состав заповедника «„Белогорье“»), который в течение долгих лет является базой летних практик для студентов биолого-почвенного факультета Санкт-Петербургского государственного университета. В заповеднике работали такие известные учёные, как энтомологи С. И. Малышев, А. С. Данилевский, геоботаник В. Н. Сукачёв.
При заповеднике работает музей и имеется дендрарий.

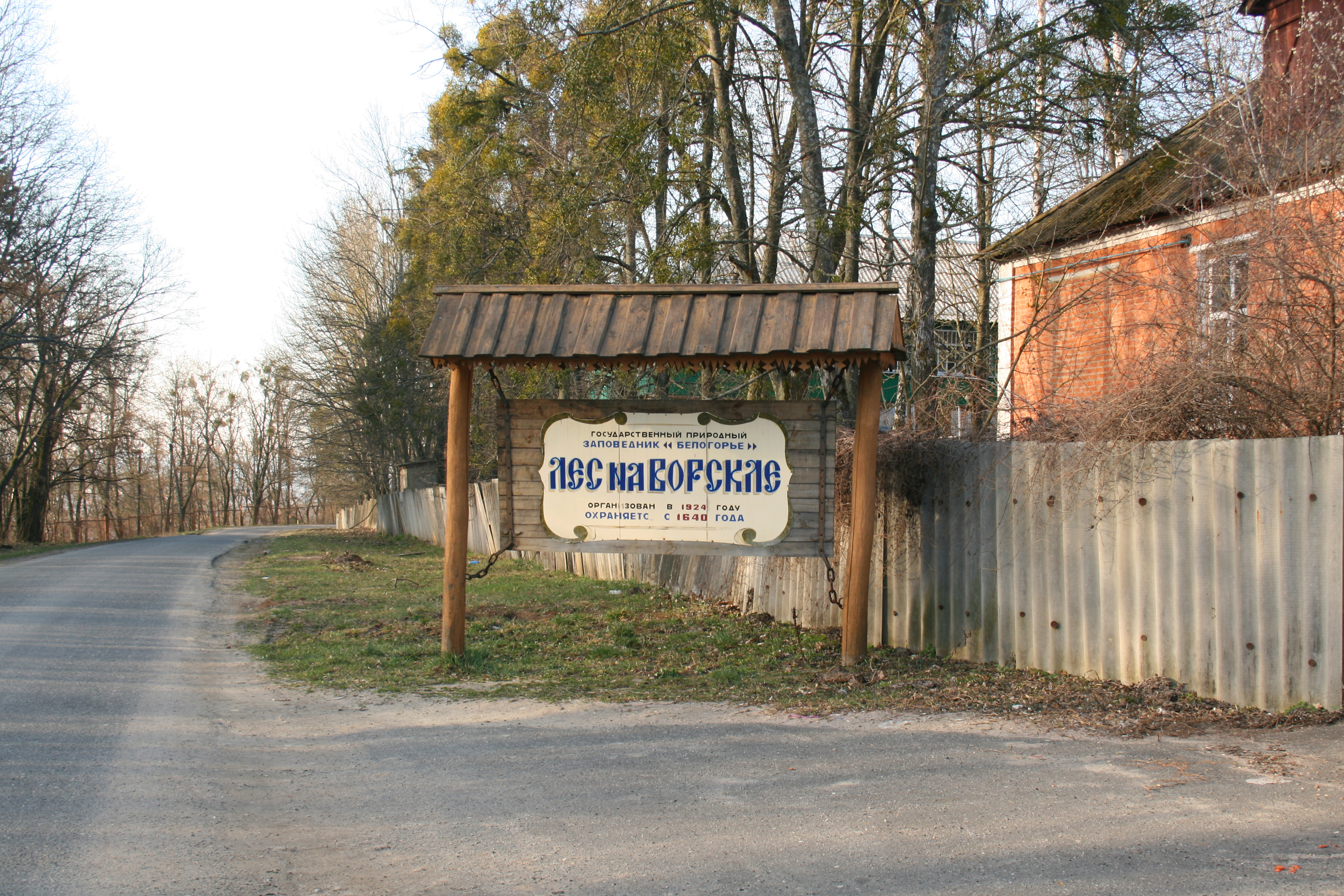
У усадьбы заповедника. Справа — здание музея
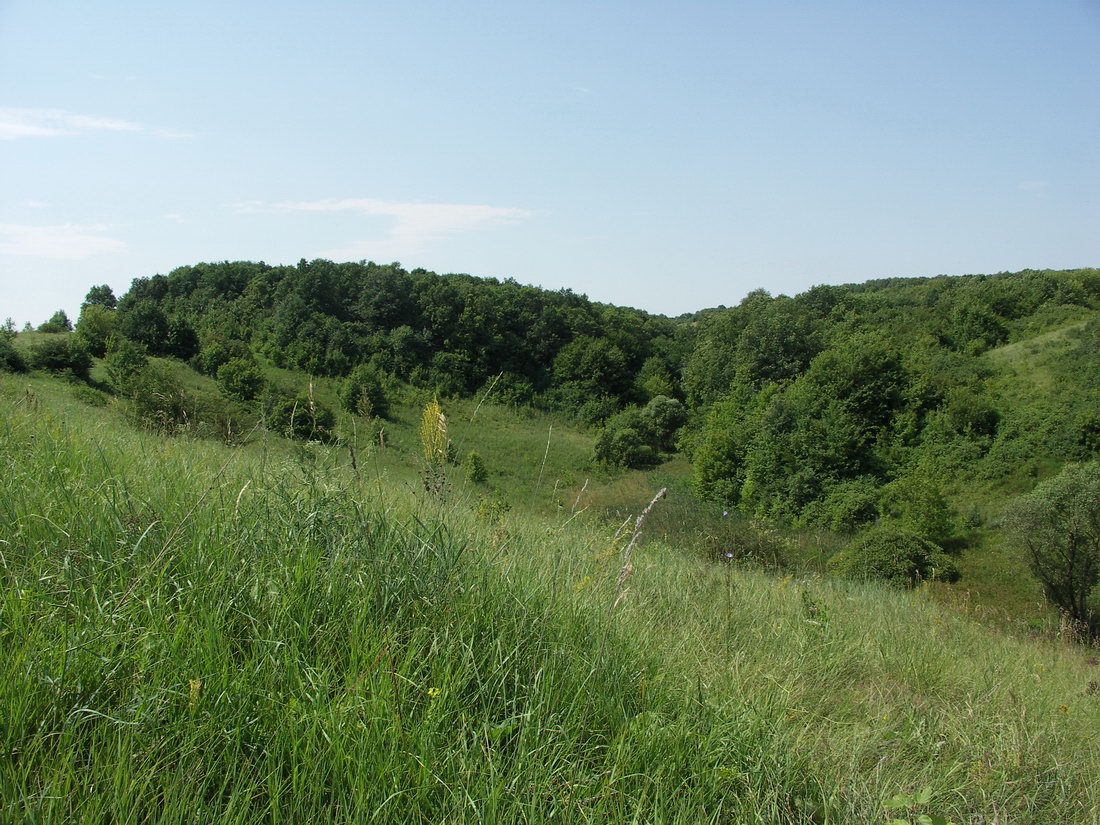
Острасьевы яры

## Радиостанция
| Частота, МГц | Название                              |
| ------------ | ------------------------------------- |
| 71,03        | Радио России / ГТРК Белгород (Молчит) |
| 90,1         | Z-FM                                  |
| 91,0         | Маруся FM                             |
| 98,1         | Радио Русь                            |
| 98,5         | Радио Мира Белогорья                  |
| 100,3        | Авторадио (Молчит)                    |